# Oskarströms församling
Oskarströms församling tillhör Göteborgs stift och Halmstads och Laholms kontrakt i Halmstads kommun. Församlingen ingår i Getinge-Oskarströms pastorat.

## Administrativ historik
Församlingen bildades 1957 genom utbrytning ur Enslövs och Slättåkra församlingar och bildade därefter till 2014 ett eget pastorat. Från 2014 ingår församlingen i Getinge-Oskarströms pastorat.

## Befolkningsutveckling
| Befolkningsutvecklingen i Oskarströms församling 1910–1990                                              | Befolkningsutvecklingen i Oskarströms församling 1910–1990 | Befolkningsutvecklingen i Oskarströms församling 1910–1990 | Befolkningsutvecklingen i Oskarströms församling 1910–1990 | Befolkningsutvecklingen i Oskarströms församling 1910–1990 |
| --- | ---------------------------------------------------------- | ---------------------------------------------------------- | ---------------------------------------------------------- | ---------------------------------------------------------- |
| |                                                            |                                                            |                                                            |                                                            |
| År |                                                            |                                                            | Folkmängd                                                  |                                                            |
| 1910 | 1910                                                       |                                                            | 2 345                                                      |                                                            |
| 1920 | 1920                                                       |                                                            | 2 511                                                      |                                                            |
| 1930 | 1930                                                       |                                                            | 2 492                                                      |                                                            |
| 1940 | 1940                                                       |                                                            | 2 819                                                      |                                                            |
| 1950 | 1950                                                       |                                                            | 2 920                                                      |                                                            |
| 1960 | 1960                                                       |                                                            | 2 931                                                      |                                                            |
| 1970 | 1970                                                       |                                                            | 3 370                                                      |                                                            |
| 1980 | 1980                                                       |                                                            | 4 002                                                      |                                                            |
| 1990 | 1990                                                       |                                                            | 4 005                                                      |                                                            |
| Anm: Källor: Umeå universitet - Tabellverket 1749-1859, Demografiska databasen, CEDAR, Umeå universitet |                                                            |                                                            |                                                            |                                                            |

## Kyrkor
- Oskarströms kyrka

## Series pastorum
- Bertil Gustafsson från 1957
- Erling Ivarsson
- Elving Friberg
- Sten Nilsson
- Björn Berggren
- Anders Carlwe
- Joachim Franzén

## Galleri

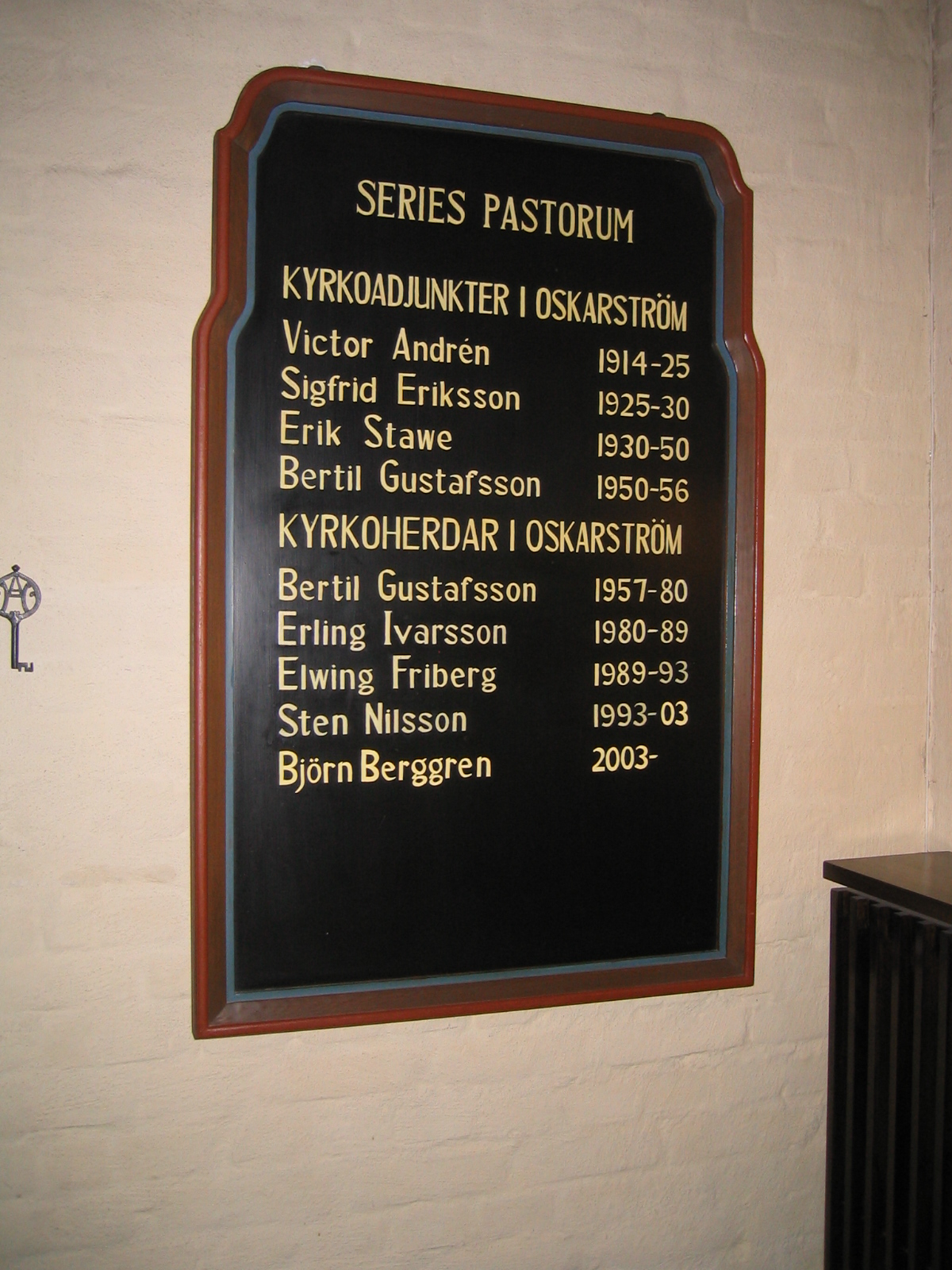
Series Pastorum